# Callechelys muraena
Callechelys muraena is een straalvinnige vissensoort uit de familie van slangalen (Ophichthidae). De wetenschappelijke naam van de soort is voor het eerst geldig gepubliceerd in 1887 door Jordan & Evermann.